# Португальсько-леонська війна (1130—1137)
Португальсько-леонська війна — збройний конфлікт у 1130—1137 роках між португальським графом Афонсу І та його формальним сюзереном, кузеном, леонським королем Альфонсо VII, імператором Іспанії. Була продовженням португальсько-леонського протистояння 1120-х років часів графині Терези. Спалахнула через бажання Афонсу розширити свої володіння та унезалежнитися від Леону. Велася на території Галісії, в районі португальсько-леонського пограниччя. Проходила у формі португальських рейдів до Галісії 1130, 1132—1135, 1137 років. Завершилася поразкою португальської сторони й укладанням Туйського договору.

## Історія

### Перший рейд
1130 року, скориставшись війною Леону із Арагонським королівством, Афонсу І перейшов річку Міню й вторгся до Галісії. Місцеві барони, а також компостельський єпископ Дієго Гельмірес, який саме тоді захворів, не організували належної оборони краю. Нападники пограбували королівські землі й повернулися до Португалії неушкодженими. Наприкінці 1130 року, або в 1131 році обидві сторони уклали перемир'я.

### Другий рейд
Між 1132 і 1135 роками Афонсу здійснив другий рейд до Галісії. Точна хронологія подальших подій невідома. Португальці вторглися до району Лімії, але були відбиті місцевими військами під командуванням графів Родріго Веласа й Фернандо Переса де Траби. Незважаючи на поразку, Афонсу повторно вдерся до краю й спорудив Сельмеський замок, який укріпив залогою і провіантом перед поверненням до Португалії. У відповідь леонський король Альфонсо VII швидко зібрав війська із здобув цей замок за декілька днів. Багато португальців потрапили у полон. Як повідомляє «Хроніка Альфонсо Імператора» втрата замку спричинила «невиносний біль» у Португалії.
1135 року Альфонсо VII прийняв титул імператора Іспанії в Леоні. Всі християнські правителі Пірейнського півострова склали йому присягу на вірність — арагонський король Раміро ІІ, наваррський король Гарсія IV, барселонський граф Рамон-Беренгер IV, тулузький граф Альфонс Журден, монпельєський граф Гільйом, і навіть сарагоський емір Абдул Малік. Лише португальський Афонсу не здійснив омажу. Протягом двох років він відмовлявся з’являтися при леонському дворі, не надсилав військ на службу новому імператорові й, при цьому, залишався непокараними.

### Третій рейд
Наприкінці 1137 року Афонсу уклав союз із Наваррою з метою спільного нападу на землі Леонського королівства. Зі свого боку він у третє атакував Галісію, захопив Тую й Тороній, а також знищив Аляріський замок. Просуваючись до Сіла, Афонсу зустрівся із галісійськими військами під командуванням графів Родріго Веласа й Фернандо Переса де Траби, і розбив їх при Сернесі. Проте, незважаючи на успіх, Афонсу мусив повернутися до Португалії через потужний мусульманський наступ на півдні, в районі Лейрії.
Тим часом, користуючись відсутністю ворога, леонський король АльфонсоVII відвоював малими силами Тую. Він наказав місцевій знаті, а також компостельському архієпископу організувати військо для каральної експедиції в Португалію. Проте до того як це військо зібралося, король скасував своє розпорядження, оскільки португальці, затиснені між мусульманами і леонцями, запросили миру.
1137 року в Туї португальські та леонські єпископи уклали договір, який відновлював мир між Португалією та Леоном. Згідно з угодою Афонсу мусив визнати верховенство імператора Альфонсо VII, зобов’язувався надавати йому військову підтримку та віддавати жалувані землі на вимогу леонського монарха. Договір підписали лише єпископи. Восени  1139 року Афонсу розірвав угоду й знову вдерся до Галісії.